# سوغانلو (نير)
سوغانلو هي قرية في مقاطعة نير، إيران. عدد سكان هذه القرية هو 183 في سنة 2006.